# Simplocaria arctica
Simplocaria arctica är en skalbaggsart som beskrevs av Bertil Robert Poppius 1904. Simplocaria arctica ingår i släktet Simplocaria, och familjen kulbaggar. Arten har ej påträffats i Sverige.